# Ric Parnell
Richard Parnell, detto Ric (Londra, 13 agosto 1951 – Missoula, 1º maggio 2022), è stato un batterista e attore britannico, noto per essere stato il batterista degli Atomic Rooster, e per la partecipazione al film This is Spinal Tap.

## Biografia

### Carriera musicale
Nato a Londra, si fa conoscere al grande pubblico nel 1971, quando è chiamato a sostituire il batterista degli Atomic Rooster, con i quali incide due album. 
Lasciata la band, si unisce agli Ibis, complesso sorto dalla scissione dei New Trolls, dove sostituisce Gianni Belleno. Nel 1975 partecipa alla reunion di questa band, ma deve subito cedere il posto a causa del ritorno di Belleno.
Nel 1977 entra a far parte del supergruppo rock progressivo italo-britannico Nova, fondato a Londra dal musicista Elio d'Anna, con il quale incide l'album Wings of Love; l'anno successivo la band si scioglie, e Parnell inizia una lunga collaborazione con la cantautrice statunitense Toni Basil, suonando la batteria nei suoi due dischi. Dopo qualche anno di assenza dalle scene, nel 2014 fonda il supergruppo The Dukes of 1987, con il quale incide l'album Retroderelict.

### Carriera cinematografica
Esordisce nel 1984 nel film This is Spinal Tap, diretto da Rob Reiner, e successivamente partecipa ad altre 4 pellicole.

### Collaborazioni come turnista
Ha suonato negli album di Jimmy Spheeris, Mitch Perry, Ava Cherry.

## Discografia

### Con gli Atomic Rooster
- Made in England
- Nice 'n' Greasy

### Con gli Ibis
- Sun Supreme

### Con i Nova
- Wings of Love
- Sun City

### Solista
- Mogollon Live

### Con The Duckes
- Retrodelight

## Filmografia
- This Is Spinal Tap (1984)
- Masters from the Vaults (2003)
- The Devil's Due at Midnight (2004)
- Saving For The Day (2018)